# Заслуженный деятель науки РСФСР
Заслуженный деятель науки РСФСР — почётное звание Российской Советской Федеративной Социалистической Республики.
Присваивалось с 1931 года Президиумом Верховного Совета РСФСР за особые заслуги в области науки с вручением гражданину почётной грамоты.

## Описание звания
Присваивалось Президиумом Верховного Совета РСФСР за особые заслуги в области науки и техники с вручением гражданину почётной грамоты.
Было установлено 10 августа 1931 года. Обычно присваивалось лицам, имеющим учёную степень доктора наук либо учёное звание профессора .
Нагрудный знак к званию был учреждён указом Президиума Верховного Совета РСФСР от 30 августа 1985 года № 1284-XI "Об учреждении нагрудных знаков «Заслуженный деятель науки и техники РСФСР» и «Заслуженный деятель науки РСФСР»
Награждение прекращено после установления новой системы почётных званий Российской Федерации указом Президента Российской Федерации от 30 декабря 1995 года, вступившим в силу с 1 апреля 1996 года.

## Изменение наименования звания
В России до принятия Указа Президента Российской Федерации 30 декабря 1995 год № 1341 действовали правовые акты об установлении почётных званий РСФСР. Однако, после изменения наименования государства с «Российская Советская Федеративная Социалистическая Республика» на «Российская Федерация» (см. Закон РСФСР от 25 декабря 1991 года № 2094-I и Закон Российской Федерации от 21 апреля 1992 года № 2708-I) в названиях всех почётных званий слово «РСФСР» было заменено словами «Российской Федерации», а следовательно, с 16 мая 1992 года до 30 марта 1996 года производилось присвоение данного советского почётного звания РСФСР как «Заслуженный деятель науки Российской Федерации», на основании советского Положения о почётном звании.

## Присвоение звания

### 1932 год
- Жолтовский, Иван Владиславович (1867—1959), советский архитектор

### 1933 год
- Иоффе, Абрам Фёдорович (1880—1960), физик, вице-президент АН СССР (1942—1945)

### 1934 год
- Мольков, Альфред Владиславович — гигиенист
- Мыш, Владимир Михайлович — хирург

### 1935 год
- Краснобаев, Тимофей Петрович (1865—1952), советский врач, хирург и педиатр, один из основоположников отечественной детской хирургии, действительный член Академии мед. наук СССР (1945)
- Миротворцев, Сергей Романович — хирург
- Чистович, Фёдор Яковлевич — Патологоанатом

### 1936 год
- Богораз, Николай Алексеевич (1874 ‒ 1952), советский хирург, профессор Варшавского университета (1912)
- Певзнер, Мануил Исаакович (1872—1952), советский терапевт, один из организаторов Института питания в Москве и основоположников диетологии и клинической гастроэнтерологии в СССР
- Улезко-Строганова, Клавдия Петровна (1858—1943), российский и советский врач, акушер, гинеколог; профессор (1928)
- Эдельштейн, Яков Самойлович (1869—1952), советский геолог и географ, один из создателей отечественной геоморфологии. Профессор ЛГУ (1925)

### 1937 год
- Ястремский, Борис Сергеевич (1877—1962), советский статист, математик, экономист, профессор МГУ (1924)

### 1940 год
- Автократов, Дмитрий Михайлович
- Агафонов, Андрей Федорович
- Айзенштейн, Анатолий Владимирович
- Аринкин, Михаил Иннокентьевич
- Брауде, Исаак Леонтьевич
- Быков, Константин Михайлович — российский и советский физиолог, проводивший исследования влияния коры головного мозга на внутренние органы. Ученик И. П. Павлова. Академик АН СССР и действительный член АМН СССР. Генерал-лейтенант медицинской службы. Депутат ВС РСФСР 3—4 созывов. Лауреат Сталинской премии первой степени
- Васильев, Иван Петрович
- Верховский, Вадим Никандрович
- Виноградов, Владимир Никитич — советский терапевт, кардиолог. Академик АМН СССР, Герой Социалистического Труда. Лечащий врач Сталина
- Владимиров, Александр Александрович
- Герасимов, Александр Павлович
- Голант, Раиса Яковлевна) — российский и советский психиатр и невропатолог, доктор медицины, лауреат Сталинской премии
- Горяев, Николай Константинович
- Григорьев, Евгений Иванович
- Гуревич, Михаил Осипович — советский психиатр, доктор медицинских наук, профессор, академик АМН СССР. Является одним из основоположников советской детской психиатрии, как в организации такой помощи, так и в научном отношении
- Давыдовский, Ипполит Васильевич) — советский патологоанатом, один из организаторов патолого-анатомической службы в стране. Академик АМН СССР, Герой Социалистического Труда
- Дешин, Александр Александрович
- Диллон, Яков Григорьевич
- Дитерихс, Михаил Михайлович — выдающийся врач, хирург, русский офицер
- Дойников, Борис Семенович
- Долганов, Владимир Николаевич
- Домрачев, Иван Владимирович
- Елкин, Михаил Васильевич |  | Достоверность этой статьи поставлена под сомнение. Необходимо проверить точность фактов и достоверность сведений, изложенных в этой статье. Соответствующую дискуссию можно найти на странице обсуждения. (21 января 2015) |
- Жебелёв, Сергей Александрович — российский и советский филолог-классик, специалист в области античной истории, эпиграфики, археологии и классической филологии, академик АН СССР
- Збарский, Борис Ильич — советский биохимик, директор Лаборатории при мавзолее Ленина. Герой Социалистического Труда. Репрессирован (1952), реабилитирован (1953)
- Игнатов, Николай Константинович |  | Достоверность этой статьи поставлена под сомнение. Необходимо проверить точность фактов и достоверность сведений, изложенных в этой статье. Соответствующую дискуссию можно найти на странице обсуждения. (21 января 2015) |
- Калайда, Феофил Клементьевич
- Киреев, Михаил Петрович — медик, профессор. C 1923 года был первым заведующим кафедрой инфекционных болезней Первого МГМУ имени И. М. Сеченова.
- Климов, Алексей Филиппович — российский и советский ветеринар, профессор, лауреат Сталинской премии
- Красуская, Анна Адамовна
- Курнаков, Николай Семёнович — выдающийся русский физикохимик, заслуженный профессор, доктор химических наук, академик Петербургской академии наук и АН СССР, лауреат Сталинской премии, создатель физико-химического анализа
- Лаврентьев, Борис Иннокентьевич — советский учёный-нейрогистолог, член-корреспондент АН СССР. Лауреат Сталинской премии
- Лисовская, Софья Николаевна
- Медовиков, Пётр Сергеевич — педиатр, доктор медицины, профессор, основоположник первой в СССР кафедры детского туберкулеза при Ленинградском педиатрическом медицинском институте, один из основоположников советской педиатрической школы
- Мурзин, Александр Николаевич
- Николаев, Владимир Васильевич (кинооператор)
- Новосадский, Николай Иванович
- Окуневский, Яков Леонтьевич
- Парфентьев, Николай Николаевич
- Разенков, Иван Петрович
- Ратнер, Юрий Александрович
- Рауэр, Александр Эдуардович
- Рахманов, Александр Васильевич
- Российский, Дмитрий Михайлович
- Руфанов, Иван Гурьевич
- Рухлядев, Николай Петрович
- Скворцов, Владислав Иринархович
- Соколов, Николай Владимирович
- Соловов, Петр Дмитриевич
- Тарасов, Николай Григорьевич
- Терегулов, Абубекр Гиреевич
- Фельдман, Александр Исидорович
- Филатов, Михаил Михайлович
- Фихтенгольц, Григорий Михайлович
- Халатов, Семен Сергеевич
- Хесин, Вениамин Романович
- Цитович, Иван Сергеевич
- Чеботарев, Николай Григорьевич
- Чехов, Николай Владимирович
- Шаак, Вильгельм Адольфович
- Шенк, Алексей Константинович
- Эмдин, Павел Иосифович — российский врач, невропатолог и нейрохирург

### 1941 год
- Андреев, Федор Андреевич — патофизиолог, клиницист
- Аршинов, Владимир Васильевич — минералог, учредитель (совместно с отцом В. Ф. Аршиновым) первого в России частного научно-исследовательского учреждения «Lithogaea», что означало «каменная земля», целью которого было изучение минеральных ресурсов страны (сейчас он известен как Всероссийский научно-исследовательский институт минерального сырья им. Н. М. Федоровского, ВИМС)
- Боголепов, Александр Александрович — дерматовенеролог.
- Висконт, Константин Иосифович
- Вышелесский, Сергей Николаевич — учёный эпизоотолог, профессор, академик Белорусской академии наук, почётный член ВАСХНИЛ. Член ЦИК Белорусской ССР
- Гюнтер, Николай Максимович — российский и советский математик, профессор, член-корреспондент АН СССР
- Зельдович, Яков Борисович — советский физик и физикохимик. Академик АН СССР. Трижды Герой Социалистического Труда. Отец Б. Я. Зельдовича
- Колтыпин, Александр Алексеевич
- Корнев, Петр Георгиевич
- Рейнберг, Самуил Аронович — советский рентгенолог, профессор, доктор медицинских наук

### 1942 год
- Ахутин, Михаил Никифорович — советский военно-полевой хирург, генерал-лейтенант медицинской службы. Доктор медицинских наук, профессор, член-корреспондент АМН СССР. Первый директор Института экспериментальной и клинической хирургии АМН СССР (ныне — Институт хирургии имени А. В. Вишневского)
- Болдырев, Василий Федорович — российский энтомолог, почетный член Всесоюзного энтомологического общества. Открыл сперматофорное оплодотворение у насекомых, был инициатором применения авиации в защите растений от вредителей, проводил исследования биологии размножения прямокрылых, фауны прямокрылых и двукрылых
- Венедиктов, Анатолий Васильевич — правовед, академик АН СССР (1958), кандидат экономических наук, доктор юридических наук, профессор, декан юридического факультета Ленинградского государственного университета
- Висковский, Стефан Валерианович
- Гельштейн, Элизар Маркович
- Горшенин, Константин Павлович
- Еланский, Николай Николаевич) — советский хирург, доктор медицинских наук, профессор. Лауреат Сталинской премии третьей степени. Генерал-лейтенант медицинской службы. Герой Социалистического Труда. Автор учебника «Военно-полевая хирургия» и учебника для студентов «Хирургические болезни»
- Крестовникова, Варвара Антоновна
- Куприянов, Петр Андреевич — советский хирург, академик АМН СССР, генерал-лейтенант медицинской службы. Лауреат Ленинской премии, Герой Социалистического Труда
- Курсанов, Лев Иванович
- Лебеденко, Владимир Владимирович
- Ливанов, Николай Александрович — зоолог. Доктор биологических наук
- Лидский, Аркадий Тимофеевич
- Парин, Василий Николаевич
- Преображенский, Борис Сергеевич — советский оториноларинголог, академик АМН СССР, Герой Социалистического Труда
- Приоров, Николай Николаевич — советский травматолог-ортопед, академик АМН СССР
- Талалаев, Владимир Тимофеевич
- Фаерман, Илья Львович
- Цейтлин, Александр Александрович
- Ястремский, Борис Сергеевич — советский статистик. Сын С. В. Ястремского

### 1943 год
- Архангельский, Борис Александрович
- Баранский, Николай Николаевич — советский экономико-географ, создатель советской районной школы как направления экономической географии
- Вовси, Меер Семенович — советский терапевт, профессор, генерал-майор медицинской службы,, академик АМН СССР
- Гориневская, Валентина Валентиновна
- Городцов, Василий Алексеевич — российский и советский археолог
- Купалов, Пётр Степанович — советский физиолог, ученик И. П. Павлова, академик АМН СССР
- Линберг, Борис Эдмундович
- Лисицын, Михаил Семенович
- Лященко, Петр Иванович — российский и советский экономист. Член-корреспондент АН СССР, академик АН УССР.
- Медведев, Борис Харлампиевич
- Мельников, Александр Васильевич
- Могильницкий, Борис Несторович
- Морозов, Михаил Акимович
- Наливкин, Дмитрий Васильевич — российский советский геолог и палеонтолог
- Нильсен, Евгений Александрович
- Панкратова, Анна Михайловна — советский историк, партийный и общественный деятель
- Перетерский, Иван Сергеевич — известный советский юрист и дипломат, историк права. Один из авторов советской доктрины международного частного права
- Пионтковский, Андрей Андреевич — советский учёный-юрист, специалист в области уголовного права, общей теории права, философии и методологии юридической науки
- Савиных, Андрей Григорьевич — русский хирург-новатор, доктор медицинских наук, профессор, академик АМН СССР
- Семашко, Николай Александрович — врач, советский партийный и государственный деятель, один из организаторов системы здравоохранения в СССР, академик АМН СССР и АПН РСФСР
- Скворцов, Михаил Александрович
- Смирнов, Александр Васильевич
- Степанов, Александр Васильевич — русский советский химик, специалист в области аналитической и судебной химии, Доктор биологических наук
- Степанов, Виктор Владимирович
- Хорошко, Василий Константинович
- Чистяков, Павел Иванович
- Энтин, Давид Абрамович
- Юдин, Сергей Сергеевич — советский хирург и учёный, главный хирург НИИ СП им. Н. В. Склифосовского, директор НИИ хирургии им. А. В. Вишневского.

### 1944 год
- Гинзберг, Альберт Семенович
- Егорьев, Всеволод Евгеньевич — русский и советский морской офицер, контр-адмирал
- Красногорский, Николай Иванович — советский физиолог и педиатр, академик АМН СССР (1945)
- Крылов, Дмитрий Осипович
- Лепорский, Николай Иванович
- Оливков, Борис Михайлович
- Попов, Николай Фёдорович (физиолог)
- Ровинский, Николай Николаевич
- Шталь, Александр Викторович — советский военно-морской деятель, вице-адмирал

### 1945 год
- Азимов, Григорий Иосифович
- Аристовский, Вячеслав Михайлович — советский микробиолог, иммунолог; академик АМН СССР
- Барков, Александр Сергеевич — российский советский географ, профессор, доктор географических наук, академик Академии педагогических наук РСФСР
- Богданов-Катьков, Николай Николаевич — советский энтомолог, один из ведущих специалистов в области защиты растений, профессор, доктор сельскохозяйственных наук. Основатель и руководитель Ленинградского института прикладной зоологии и фитопатологии (ИЗИФ, 1922—1948)
- Бондарский Богдан Степанович
- Бочкарев, Валентин Николаевич
- Брайцев, Василий Романович
- Гейер, Тихон Александрович
- Генкин, Дмитрий Михайлович — доктор наук, исследователь проблем правовой науки
- Гринштейн, Александр Михайлович
- Дьяконов, Петр Петрович
- Жегалкин, Иван Иванович — российский и советский математик и логик. Из его открытий наибольшую известность получил так называемый полином Жегалкина
- Зеленин, Владимир Филиппович — советский терапевт, доктор медицинских наук, академик АМН СССР, автор знаменитых капель Зеленина
- Исаев, Михаил Михайлович — видный представитель науки, доктор юридических наук, профессор
- Новосельский, Сергей Александрович
- Петрова, Мария Капитоновна
- Подвысоцкая, Ольга Николаевна — советский врач-дерматолог, профессор, член-корреспондент Академии наук СССР, действительный член Академии медицинских наук СССР. Ведущий специалист в СССР по проблемам туберкулёза кожи, пиодермитов, дерматомикозов, экземы, нейродермита
- Римский-Корсаков, Михаил Николаевич) — (сын Н. А. Римского-Корсакова), советский зоолог, энтомолог, лесовод, доктор биологических наук (1936), профессор Петербургского университета и Петроградского лесного института
- Романов, Николай Ильич — российский и советский искусствовед, доктор искусствоведения, профессор (1912), директор Государственного музея изящных искусств (1923—1928, ныне — ГМИИ имени А. С. Пушкина)
- Сергиевский, Максим Владимирович — российский филолог, профессор, один из основателей изучения романских языков в СССР
- Снесарев, Павел Евгеньевич
- Соболев, Николай Николаевич
- Тонких, Анна Васильевна
- Федченко, Борис Алексеевич — ботаник-систематик, гляциолог, путешественник. Профессор Ленинградского государственного университета
- Френкель, Захарий Григорьевич — врач, депутат Государственной думы I созыва от Костромской губернии, профессор, специалист по социальной и коммунальной гигиене, демографии и геронтологии, академик АМН СССР (1945)
- Фридланд, Михаил Осипович
- Хавкина-Гамбургер, Любовь Борисовна
- Черноруцкий, Михаил Васильевич
- Якушкин, Иван Вячеславович — советский растениевод и селекционер, академик ВАСХНИЛ, дважды лауреат Сталинской премии второй степени. Доктор сельскохозяйственных наук, профессор
- Янишевский Михаил Эрастович — геолог и палеонтолог, доктор геолого-минералогических наук, профессор ЛГУ

### 1946 год
- Андреев, Павел Николаевич
- Бакулев, Александр Николаевич — крупный советский учёный-хирург, один из основоположников сердечно-сосудистой хирургии в СССР, доктор медицинских наук, профессор, президент АМН СССР. Академик АН СССР
- Бюшгенс, Сергей Сергеевич — математик
- Васильев, Александр Ильич
- Вендерович, Евгений Леонидович
- Вигдорчик, Николай Абрамович
- Вознесенский, Владимир Петрович
- Иваницкий, Михаил Федорович
- Колпиков, Михаил Васильевич — советский лесовод, доктор сельскохозяйственных наук, профессор
- Марков, Александр Александрович — протозоолог
- Маршак, Моисей Ефимович
- Молчанов, Михаил Иванович
- Нестеров, Анатолий Иннокентьевич — советский терапевт, учёный и организатор здравоохранения, создатель советской школы ревматологов, академик АМН СССР, вице-президент АМН СССР (1953—1957)
- Орлов, Юрий Александрович — российский и советский зоолог, палеонтолог, академик АН СССР (1960
- Палибин, Иван Владимирович) — русский и советский ботаник и палеоботаник
- Полянский, Николай Николаевич — российский, советский учёный-юрист, криминолог, крупный специалист в области уголовного процесса, доктор юридических наук, профессор
- Предтеченский, Александр Михайлович
- Раздольский, Иван Яковлевич
- Редькин, Андрей Петрович — советский учёный в области зоотехники и агрономии, почётный академик ВАСХНИЛ
- Рубинштейн, Герман Рафаилович
- Сапожков, Константин Петрович) — врач-хирург, онколог, доктор медицинских наук, профессор
- Смирнов, Александр Иванович
- Созон-Ярошевич, Аркадий Юлианович
- Трайнин, Арон Наумович — российский и советский юрист, член-корреспондент Академии наук СССР
- Фролов, Юрий Петрович
- Чернов, Александр Алескандрович
- Шипачев, Василий Герасимович
- Шитт, Петр Генрихович — советский плодовод, лауреат Государственной премии СССР

### 1947 год
- Азбукин, Дмитрий Иванович — выдающийся русский советский дефектолог, врач-психоневролог. Доктор педагогических наук, профессор
- Арьев, Моисей Яковлевич
- Байрашевский, Омар Алиевич
- Беклемишев, Владимир Николаевич — советский зоолог, действительный член АМН СССР и Польской АН
- Бельчиков, Николай Федорович — советский литературовед, специалист по истории русской революционно-демократической литературы и общественной мысли XIX века, археограф, текстолог. Член-корреспондент АН СССР
- Бутягин, Павел Васильевич
- Вакуленко, Иван Логгинович
- Васильев, Алексей Михайлович — |  | Достоверность этой статьи поставлена под сомнение. Необходимо проверить точность фактов и достоверность сведений, изложенных в этой статье. Соответствующую дискуссию можно найти на странице обсуждения. (21 января 2015) |
- Васютинский, Алексей Макарович — русский советский историк, профессор исторического факультета МГУ, специалист по всеобщей истории, истории Наполеоновской Франции
- Викторов, Константин Рафаилович
- Георгиевский, Иван Васильевич
- Горизонтов, Николай Иванович — — русский советский акушер-гинеколог. Заведующий кафедрой акушерства и гинекологии Томского университета (1917—1932), первый заведующий кафедры акушерства и гинекологии Новосибирского медицинского института (1938—1949)
- Гринчар, Федор Николаевич
- Дератани, Николай Федорович — русский советский филолог
- Дюков, Иван Александрович
- Заблудовский, Антон Мартынович
- Измаильский, Всеволод Александрович
- Калитин, Николай Николаевич — российский советский учёный—физик, метеоролог, доктор физико-математических наук, профессор, основатель актинометрии в СССР
- Коляков, Яков Ефремович
- Коровин, Евгений Александрович — советский юрист, специалист в области международного права
- Косминский, Евгений Алексеевич — выдающийся советский историк, специалист по аграрной истории средневековой Англии и историографии
- Кравков, Сергей Васильевич
- Краснушкин, Евгений Константинович — — советский психиатр, доктор медицинских наук, профессор. Является одним из создателей отечественной судебной психиатрии как самостоятельной дисциплины. Изобрёл лекарственную смесь (смесь Краснушкина), которая широко применялась для лечения психически больных
- Крашенинников, Ипполит Михайлович — советский ботаник и фитогеограф
- Куршаков, Николай Александрович
- Куслик, Михаил Исаакович
- Лазарев, Николай Васильевич — советский токсиколог, основатель Ленинградской школы токсикологии
- Ларин, Иван Васильевич
- Лихарев, Борис Константинович
- Лукомский, Илья Генрихович
- Милославский, Валериан Владимирович
- Миропольский, Леонид Михайлович
- Молотков, Алексей Гаврилович
- Муфель, Павел Павлович
- Огнев, Сергей Иванович — русский и советский биолог, зоолог, глава московской школы териологии, профессор
- Пинес, Лев Яковлевич
- Покровский, Алексей Михайлович
- Пулькис, Владимир Антонович — советский гигиенист. Член-корреспондент АМН СССР
- Рожанский, Николай Апполинарьевич
- Роживец, Роман Юльевич
- Русецкий, Иосиф Иосифович
- Савич, Всеволод Павлович — российский и советский лихенолог
- Самарин, Николай Николаевич
- Серебряков, Михаил Васильевич
- Скафтымов, Александр Павлович
- Смирнов, Николай Николаевич
- Степанов, Вячеслав Васильевич — русский математик, член-корреспондент АН СССР (с 1946)
- Сус, Николай Иванович — советский учёный, лесомелиоратор, почетный академик ВАСХНИЛ (1958)
- Тихонович, Николай Николаевич
- Туполев, Андрей Николаевич (1888—1972), советский учёный и авиаконструктор
- Тур, Александр Федорович — советский педиатр, доктор медицинских наук, профессор, академик АМН СССР (1952), заведующий кафедрой госпитальной педиатрии Ленинградского Педиатрического медицинского института
- Тюлин, Александр Федорович
- Федотов, Дмитрий Михайлович |  | Достоверность этой статьи поставлена под сомнение. Необходимо проверить точность фактов и достоверность сведений, изложенных в этой статье. Соответствующую дискуссию можно найти на странице обсуждения. (21 января 2015) |
- Филимонов, Иван Николаевич — русский и советский невролог, невропатолог, нейроанатом, действительный член Академии медицинских наук СССР (1960)
- Чугунов, Сергей Андреевич
- Шехурдин, Алексей Павлович — российский учёный-селекционер; заслуженный деятель науки РСФСР (1947).

### 1948 год
- Анастасьева, Николай Михайлович
- Анфимов, Владимиир Яковлевич
- Березов, Ефим Львович
- Бончковский, Вячеслав Францевич
- Вальдман, Виктор Александрович
- Воронихин, Николай Николаевич — российский миколог, фитопатолог, альголог и гидробиолог, доктор биологических наук (1934), профессор (1939)
- Доброхотова, Александра Ивановна — выдающийся русский врач, ведущий педиатр-инфекционист, член-корреспондент АМН СССР, профессор
- Домрачев, Георгий Владимирович
- Залкинд, Эмиль Моисеевич
- Лебединский, Борис Николаевич
- Мандельштам, Александр Эмильевич
- Мерцлин, Роман Викторович — крупный советский химик, доктор химических наук, ректор (1941—1945) Пермского университета, ректор (1950—1965) Саратовского университета. Основатель научной школы физико-химического анализа
- Михлин, Давид Михайлович
- Наумова-Широких, Вера Николаевна — русский учёный-литературовед, Герой Труда
- Пунин, Константин Васильевич — врач, преподаватель Смоленского медицинского института
- Ревердатто, Виктор Владимирович — геоботаник, исследователь растительности Сибири, организатор науки, доктор биологических наук, профессор, лауреат Сталинской премии. Составил карту растительности Южной Сибири. Автор классических трудов по истории флоры, лекарственным растениям
- Савицкий, Николай Николаевич
- Тареев, Евгений Михайлович — выдающийся русский терапевт. Академик Академии медицинских наук СССР, Герой Социалистического Труда, лауреат Сталинской, Ленинской и Государственной премий СССР. Один из основоположников советской нефрологии, гепатологии, ревматологии и паразитологии. Внёс также вклад в развитие кардиологии и терапии.
- Хилов, Константин Львович
- Хрущов, Григорий Константинович — советский учёный-гистолог, член-корреспондент АН СССР
- Четков, Владимир Матвеевич
- Щенников, Александр Петрович
- Юшков, Серафим Владимирович — российский историк государства и права, доктор юридических наук, профессор, член-корреспондент АН УССР, академик АН Казахской ССР
- Яблоков, Дмитрий Дмитриевич — терапевт, учёный и клиницист. Профессор кафедры факультетской терапевтической клиники Томского медицинского института, академик Академии медицинских наук СССР, Герой Социалистического Труда, лауреат Сталинской премии 2-й степени

### 1950 год
- Пауткин, Николай Михайлович
- Студенцов, Андрей Петрович
- Тихонов, Павел Михайлович

### 1951 год
- Еленевский, Сергей Семенович

### 1952 год
Почетное звание не присваивалось

### 1956 год
- Вишневский, Александр Александрович — сын А. В. Вишневского — главный хирург Министерства обороны СССР, генерал-полковник медицинской службы (1963), Герой Социалистического Труда (1966), академик АМН СССР (1957), доктор медицинских наук (1936), профессор (1939)
- Петровский, Борис Васильевич — крупный советский и российский хирург, учёный и клиницист; организатор здравоохранения и общественный деятель. Доктор медицинских наук, профессор. Министр здравоохранения СССР (1965—1980 гг.), директор Всесоюзного научного центра хирургии АМН СССР. Академик АН СССР, АМН СССР.Герой Социалистического Труда (1968). Лауреат Ленинской премии (1960) и Государственной премии СССР (1971)

### 1957 год
- Арендт, Андрей Андреевич — доктор медицинских наук, заведующий кафедрой нейрохирургии Центрального института усовершенствования врачей.
- Богданов, Фёдор Родионович — доктор медицинских наук, директор Свердловского института восстановительной хирургии, травматологии и ортопедии.
- Кашкин, Павел Николаевич — доктор медицинских наук, заведующий кафедрой микробиологии Ленинградского института усовершенствования врачей имени С. М. Кирова.
- Красильников, Николай Александрович — доктор биологических наук, заведующий отделом Института микробиологии Академии наук СССР.
- Краснов, Михаил Леонидович — доктор медицинских наук, заведующий кафедрой офтальмологии Центрального института усовершенствования врачей.
- Кушелевский, Борис Павлович — доктор медицинских наук, заведующий кафедрой факультетской терапии Свердловского медицинского института.
- Мордвинов, Авксентий Егорович — доктор философских наук, ректор Якутского государственного университета.
- Окладников, Алексей Павлович — доктор исторических наук, заведующий сектором Института истории материальной культуры Академии наук СССР.
- Петровский, Борис Васильевич — доктор медицинских наук, главный хирург Четвёртого Главного управления Министерства здравоохранения СССР.
- Розанов, Борис Сергеевич — доктор медицинских наук, заведующий кафедрой хирургии Центрального института усовершенствования врачей.
- Тимергазин, Кадыр Рахимович — за большой вклад в развитие геологической науки
- Фрумкин, Анатолий Павлович — доктор медицинских наук, заведующий кафедрой хирургии Центрального института усовершенствования врачей.
- Харитонов, Лука Никифорович — доктор филологических наук, заведующий сектором Института литературы Якутского филиала Академии наук СССР.
- Черваков, Василий Фёдорович — доктор медицинских наук, заведующий кафедрой судебной медицины 1-го Московского медицинского института имени И. М. Сеченова.
- Щукин, Иван Семёнович — доктор географических наук, заведующий кафедрой географического факультета Московского государственного университета имени М. В. Ломоносова.

### 1958 год
- Анников, Степан Иванович — первый инженер из мари, кандидат технических наук.
- Колен, Аарон Абрамович — офтальмолог.

### 1960 год
- Акопян, Константин Арутюнович — селекционер и животновод.
- Касаткин, Сергей Николаевич — доктор медицинских наук, анатом. Указ президиума Верховного Совета РСФСР от 6.10.1960 года. Опубликован в газете Сталинградская правда 8 октября 1960 года.

### 1961 год
- Райков, Борис Евгеньевич — российский методист-биолог и историк естествознания, видный педагог. Доктор педагогических наук (1944), профессор (1918). Действительный член АПН РСФСР (1945)

### 1962 год
- Авдеев, Михаил Иванович — доктор медицинских наук, профессор, член-корреспондент АМН СССР (1957)

### 1963 год
- Грехова, Мария Тихоновна — советский физик, доктор физико-математических наук, профессор, директор НИРФИ

### 1964 год
- Аминев, Александр Михайлович — хирург
- Балезин, Степан Афанасьевич — учёный-химик
- Бочаров, Иван Александрович — учёный-ветеринар
- Васильев, Прокопий Васильевич — экономист в области лесного дела
- Веселовский, Иоиль Александрович — биолог-селекционер
- Влодавец, Владимир Иванович — вулканолог
- Говоров, Николай Павлович — фармаколог
- Гордиенко, Андрей Никандрович — физиолог
- Елисеев, Владимир Григорьевич — гистолог
- Израэльсон, Зигфрид Исидорович — гигиенист
- Кессених, Владимир Николаевич — радиофизик
- Кожевников, Фёдор Иванович — юрист-международник
- Колесников, Иван Степанович — хирург
- Колесов, Василий Иванович — кардиохирург
- Красильников С. Н.
- Лельчук, Пётр Яковлевич — педиатр
- Любарский Л. Н.
- Меньшагин, Владимир Дмитриевич — юрист
- Мясищев, Владимир Николаевич — психиатр
- Норден, Александр Петрович — математик
- Нужин, Михаил Тихонович — математик
- Обичкин, Геннадий Дмитриевич — историк
- Оболенцев, Роман Дмитриевич — нефтехимик
- Петров-Маслаков, Михаил Андреевич — акушер-гинеколог
- Подгорный, Павел Ильич — агробиолог
- Поляков, Анисим Александрович — учёный-ветеринар
- Пруденский, Герман Александрович — экономист
- Сливко, Виктор Владимирович — учёный-ветеринар
- Советов С. Е.
- Соколов, Борис Михайлович — учёный-анатом
- Струков, Анатолий Иванович — учёный-патологоанатом
- Сухоруков, Кронид Тимофеевич — биолог
- Федотов Б. Н. — учёный-ветеринар
- Хруцкий, Евдоким Тимофеевич — учёный-ветеринар
- Профессора Московского областного педагогического института имени Н. К. Крупской
- Профессора 2-го Московского государственного медицинского института имени Н. И. Пирогова

### 1965 год
- Штернфельд, Ари Абрамович — учёный, один из пионеров современной космонавтики
- Островерхов, Георгий Ефимович — крупный советский учёный в области клинической анатомии и экспериментальной хирургии, член-корреспондент АМН СССР (1967), профессор
- Балагуров, Яков Алексеевич — советский историк, доктор исторических наук, профессор

### 1966 год
- Алабышев, Александр Философович — специалист в области электрохимии, профессор, организатор производства магния в СССР
- Горовой, Фёдор Семёнович — советский историк, доктор исторических наук, профессор, ректор Пермского государственного университета (1961—1970), член Научного совета по истории городов и сел при Президиуме АН СССР
- Лукьяненко, Павел Пантелеймонович — агроном
- Мешалкин, Евгений Николаевич — врач кардиохирург
- Попов, Михаил Захарович — врач, преподаватель Смоленского медицинского института, профессор
- Протопопов, Борис Викторович — доктор медицинских наук, профессор, заведующий кафедрой глазных болезней Горьковского медицинского института
- Салищев, Константин Алексеевич — доктор технических наук, профессор, заведующий кафедрой геодезии и картографии географического факультета Московского государственного университета имени М. В. Ломоносова.
- Смирнов, Виктор Николаевич — почвовед, доктор сельскохозяйственных наук, профессор, заведующий кафедрой лесного почвоведения и мелиорации почв Поволжского лесотехнического института имени М. Горького.
- Федосеев, Александр Дмитриевич — специалист в области огнеупорного и керамического сырья, доктор технических наук (с 1959), автор монографий «Глины СССР» и «Волокнистые силикаты»

### 1967 год
- Богданов, Алексей Алексеевич (геолог) — советский учёный-геолог. Доктор геолого-минералогических наук, профессор, заведующий кафедрой исторической и региональной геологии МГУ. Член-корреспондент Германской АН в Берлине (1962)
- Гусаков, Александр Дмитриевич — советский учёный-экономист. Доктор экономических наук (1951)
- Покровский, Георгий Иосифович — учёный-физик, генерал-майор инженерно-технической службы, Доктор технических наук. Известен также как художник-фантаст
- Самойленко, Владимир Семенович — учёный-метеоролог, лауреат Государственной премии СССР 1977 года в области науки и техники.

### 1968 год
- Мавродин, Владимир Васильевич — советский историк, специалист по истории древнерусской государственности и этнической истории русского народа. Доктор исторических наук, профессор исторического факультета ЛГУ
- Молчанов, Николай Семёнович — советский врач-терапевт, генерал-лейтенант медицинской службы, доктор медицинских наук, профессор, академик АМН СССР (1960)

### 1970 год
- Покровская, Магдалина Петровна — советский бактериолог. Доктор медицинских наук. Жена бактериолога И. Г. Иоффе (Иоффа). Впервые создала и испытала на себе живую вакцину против чумы (1934)
- Шарабрин, Иван Георгиевич

### 1971 год
- Нейштадт, Марк Ильич — советский палеогеограф, палеоботаник, болотовед, доктор географических наук (1955), профессор (1959). Один из основоположников учения о смене природных условий в голоцене
- Тиунов, Василий Филиппович — советский экономист, партийный и советский деятель, доктор экономических наук, профессор, ректор Пермского государственного университета (1951—1961)
- Токарев, Сергей Александрович — учёный-этнограф, историк этнографической науки, исследователь религиозных воззрений, доктор исторических наук, профессор МГУ, заслуженный деятель науки Якутской АССР (1956)

### 1972 год
- Тункин, Григорий Иванович — советский юрист-международник. Доктор юридических наук, профессор. Член-корреспондент АН СССР (1974). Почётный доктор Парижского (Pantheon-Sorbonne) и Будапештского университетов. Лауреат Государственной премии СССР (1987)
- Саушкин, Юлиан Глебович — доктор географических наук, профессор кафедры экономической географии СССР МГУ имени М. В. Ломоносова

### 1974 год
- Мнёв, Евгений Николаевич — учёный в области динамики сплошных сред и двухсредных аппаратов, основоположник нового раздела механики — нестационарная гидроупругость оболочек, участник создания баллистических ракет морского базирования, педагог, доктор технических наук, профессор, почётный профессор Военно-морской академии, заслуженный деятель науки и техники РСФСР, контр-адмирал-инженер
- Пенгитов, Николай Тихонович — марийский филолог, финно-угровед, заведующий кафедрой марийского языка и литературы Марийского педагогического института имени Н. К. Крупской.

### 1975 год
- Картавенко, Анатолий Николаевич, — советский хирург, профессор, заведовал кафедрой госпитальной хурургии смоленского медицинского института.
- Сайгин, Иван Андреевич — учёный в области молочного коневодства и кумысоделия, доктор сельскохозяйственных наук (1963 год), профессор (1972 год). Создатель новой отрасли промышленного хозяйства — отрасти молочного (кумысного) коневодства

### 1976 год
- Гуляев, Григорий Владимирович — учёный-селекционер, генетик, доктор сельскохозяйственных наук, профессор, директор НИИ сельского хозяйства центральных районов Нечернозёмной зоны
- Шумилов, Михаил Ильич — учёный-историк, доктор исторических наук (1967), профессор (1971), Почётный работник высшего профессионального образования Российской Федерации

### 1978 год
- Искендеров, Ахмед Ахмедович — советский и российский историк, востоковед-японист, главный редактор журнала «Вопросы истории», Доктор исторических наук, профессор. Член-корреспондент РАН с 1979 года.

### 1979 год
- Витязева, Валентина Александровна — советский и российский экономист-географ, первый ректор СыктГУ (1972—1987), доктор географических наук, профессор СыктГУ. Депутат нескольких созывов Верховного Совета Коми АССР. Первая ректор-женщина в СССР

### 1981 год
- Малышев, Юрий Михайлович — учёный-экономист, педагог. Доктор экономических наук, профессор, заслуженный деятель науки РСФСР и БАССР

### 1982 год
- Коршунов, Олег Павлович — советский и российский учёный-библиографовед, доктор педагогических наук, профессор, автор документографической концепции библиографии.
- Захарова, Маргарита Степановна — Доктор медицинских наук, профессор, Заслуженный деятель науки РСФСР.

### 1983 год
- Будаев, Дмитрий Иванович — историк, преподаватель, почетный гражданин города Смоленска
- Керт, Георгий Мартынович — лингвист, специалист по прибалтийско-финским и саамским языкам России

### 1984 год
- Кривошеев, Марк Иосифович — один из создателей современного телевидения, доктор технических наук
- Рычагов, Георгий Иванович — разрабатывал геоморфологические методы поиска локальных тектонических структур, один из ведущих специалистов в вопросах методики геоморфологических исследований, доктор географических наук[4].

### 1985 год
- Харитонова, Ксения Ивановна — нейрохирург, профессор, директор ННИИТО имени Я. Л. Цивьяна.

### 1986 год
- Осинцева, Таисия Сергеевна — невролог, профессор, доктор медицинских наук
- Гершанович, Давид Ефимович — доктор геолого-минералогических наук, профессор
- Перетрухин, Николай Алексеевич — доктор технических наук, профессор, исследователь методов строительства на вечной мерзлоте

### 1988 год
- Маслов, Александр Яковлевич — доктор технических наук, профессор

### 1989 год
- Дмитриев, Юрий Яковлевич — лесовод, доктор технических наук, профессор, заведующий кафедрой водного транспорта леса, декан лесоинженерного факультета, проректор по научной работе Марийского политехнического института.
- Хрущёв, Анатолий Тимофеевич — доктор географических наук, профессор кафедры экономической географии СССР МГУ имени М. В. Ломоносова

### 1990 год
- Волков, Георгий Константинович--- учёный в области ветеринарной гигиены, член-корреспондент ВАСХНИЛ (1988), член-корреспондент Российской академии наук (2014)

### 1991 год
- Горюшкин, Леонид Михайлович — доктор исторических наук, член-корреспондент АН СССР
- Ершов, Эдуард Дмитриевич — доктор геолого-минералогических наук, профессор